# Anisodes diffusa
Anisodes diffusa là một loài bướm đêm trong họ Geometridae.